# Paul Clement
Paul Clement (Londen, 8 januari 1972) is een Engels voetbaltrainer.

## Trainerscarrière
Clement speelde als amateurvoetballer voor Banstead Athletic en Corinthians Casuals, maar redde het nooit in het profvoetbal. Hij ging werken in de jeugdopleiding van Chelsea. Toen Guus Hiddink hoofdtrainer werd van de Londense club werd hij als coach bij het eerste elftal gehaald en diens opvolger Carlo Ancelotti benoemde hem tot assistent-trainer. In zijn eerste seizoen wonnen ze de Premier League en de FA Cup. Ancelotti werd in zijn tweede seizoen ontslagen en Clement verliet de club daarna ook. Toen Ancelotti aangesteld werd bij Paris Saint-Germain nam hij Clement opnieuw mee als assistent. Samen wonnen ze de Franse landstitel. In juni 2013 trokken de twee samen naar Real Madrid, waar Clement assistent-trainer werd samen met Zinédine Zidane. De Copa del Rey, UEFA Champions League en UEFA Super Cup werden gewonnen en daarna het WK voor clubs.
In mei 2015 werd Ancelotti ontslagen en Clement volgde hem en vertrok eveneens. Een paar dagen later stelde Derby County hem aan als eindverantwoordelijke na het ontslag van Steve McClaren. In februari 2016 werd hij ontslagen na een serie slechte resultaten. Een paar maanden later werd hij voor de vierde maal assistent onder Ancelotti, ditmaal bij Bayern München. Samen wonnen ze de DFL-Supercup. In januari 2017 ging Clement voor de tweede maal op eigen benen staan, deze keer als coach van Swansea City, waar hij tekende voor tweeënhalf jaar. Aan het einde van de maand werd hij verkozen tot manager van de maand, na negen punten uit vier wedstrijden. In december 2017 ontsloeg Swansea hem, toen de Welshe club op de laatste plaats stond in de Premier League.
Vier maanden later stelde Reading Clement aan als hoofdtrainer. Bij deze club volgde hij de weggestuurde Jaap Stam op. Onder diens leiding had de club in de laatste negentien competitiewedstrijden slechts één keer gewonnen. Daardoor kwam de degradatiestreep in het Championship dicht in de buurt. Op 1 februari 2021 werd Paul Clement na acht maanden ontslagen bij Cercle Brugge. Na een reeks met zeven punten uit zestien wedstrijden en een voorlaatste plaats als gevolg daarvan besloot het clubbestuur de samenwerking te beëindigen. Medio 2022 werd hij bij Everton aangesteld als een van de assistenten van Frank Lampard.

## Erelijst
Als assistent-trainer
 Chelsea
- FA Community Shield: 2009
- FA Cup: 2009/10
- Premier League: 2009/10

 Paris Saint-Germain
- Ligue 1: 2012/13

 Real Madrid
- Copa del Rey: 2013/14
- UEFA Champions League: 2013/14
- UEFA Super Cup: 2014
- Wereldkampioenschap voor clubs: 2014

 Bayern München
- DFL-Supercup: 2016

Individueel als trainer
- Football Association Senior First Team Coach of the Year: 2015
- Premier League Manager of the Month: januari 2017